# Lista de transmissoras dos Jogos Olímpicos de Inverno de 2022
Os Jogos Olímpicos de Inverno de 2022 são transmitidos por uma série de emissoras ao redor do mundo. Como nos anos anteriores, a Olympic Broadcasting Services (OBS) vai produzir o feed mundial para as emissoras locais utilizarem em suas coberturas. Na maioria das regiões, os direitos de transmissão foram comercializados junto com os dos Jogos Olímpicos de Inverno de 2014, tendo como exemplo o Grupo Globo e a NBCUniversal, que garantiram os direitos de transmissão de todas as versões dos Jogos Olímpicos até 2032. Pela Europa, os jogos serão transmitidos pelo Eurosport até 2024. Na China, país sede, os jogos serão transmitidos pela emissora pública CCTV.
| País              | Emissoras                                        | Ref.          |
| ----------------- | ------------------------------------------------ | ------------- |
| África do Sul     | SABC, SuperSport                                 | [ 5 ]         |
| África subsariana | Econet Media, Infront Sports & Média, SuperSport | [ 5 ] [ 6 ]   |
| Alemanha          | ARD, ZDF                                         | [ 7 ]         |
| América Latina    | Claro Sports                                     | [ 8 ]         |
| Afeganistão       | ATN                                              | [ 9 ]         |
| Armênia           | ARMTV                                            | [ 10 ]        |
| Ásia              | Dentsu                                           | [ 11 ]        |
| Bélgica           | RTBF, VRT                                        | [ 12 ] [ 13 ] |
| Brasil            | TV Globo, SporTV, Globoplay                      | [ 2 ]         |
| Canadá            | Canadian Broadcasting Corporation, Bell Media    | [ 14 ]        |
| Cazaquistão       | Khabar, RTRK                                     | [ 15 ]        |
| China             | China Central Television, Migu                   | [ 16 ]        |
| Colômbia          | Caracol Televisión                               | [ 17 ]        |
| Coreia do Sul     | SBS TV                                           | [ 18 ]        |
| Croácia           | HRT                                              | [ 19 ]        |
| Dinamarca         | DR, TV 2                                         | [ 20 ]        |
| Eslovênia         | RTV                                              | [ 21 ]        |
| Espanha           | Televisión Española                              | [ 21 ]        |
| Estados Unidos    | NBCUniversal                                     | [ 1 ]         |
| Estónia           | Postimees Group                                  | [ 21 ]        |
| Finlândia         | Yle                                              | [ 22 ]        |
| França            | France Télévisions                               | [ 23 ]        |
| Grécia            | ERT                                              | [ 24 ]        |
| Hungria           | MTVA                                             | [ 25 ]        |
| Hong Kong         | TVB                                              | [ 26 ]        |
| Islândia          | RÚV                                              | [ 21 ]        |
| Itália            | RAI                                              | [ 27 ]        |
| Japão             | Japan Consortium (NHK)                           | [ 28 ]        |
| Kosovo            | RTK                                              | [ 10 ]        |
| Lituânia          | TV3                                              | [ 21 ]        |
| Macau             | TDM                                              |               |
| Malásia           | Astro, RTM, Unifi TV                             | [ 29 ]        |
| Norte de África   | BeIN Sports                                      | [ 30 ]        |
| Noruega           | NRK                                              | [ 31 ]        |
| Nova Zelândia     | SKY                                              | [ 32 ]        |
| Oceano Pacífico   | SKY                                              | [ 32 ]        |
| Países Baixos     | Nederlandse Omroep Stichting                     | [ 33 ]        |
| Peru              | Andina de Televisión                             | [ 34 ]        |
| Polónia           | TVP                                              | [ 35 ]        |
| Reino Unido       | BBC, Eurosport, Discovery+                       | [ 36 ]        |
| Sérvia            | RT5                                              | [ 21 ]        |
| Suécia            | Kanal 5                                          | [ 37 ]        |
| Singapura         | Mediacorp                                        | [ 38 ]        |
| Tailândia         | Plan B                                           | [ 39 ]        |
| União Europeia    | Eurosport, Discovery+                            | [ 3 ]         |